# Gioacchino Solinas
Pour les articles homonymes, voir Solinas.
 Gioacchino Solinas, (né le 1er septembre 1892 à Bonorva et mort le 22 avril 1987 à Sassari) est un général italien, commandant de la Division Granatieri di Sardegna lors de la Mancata difesa di Roma (litt. « défense manquée de Rome ») des 8 et 9 septembre 1943.

## Biographie

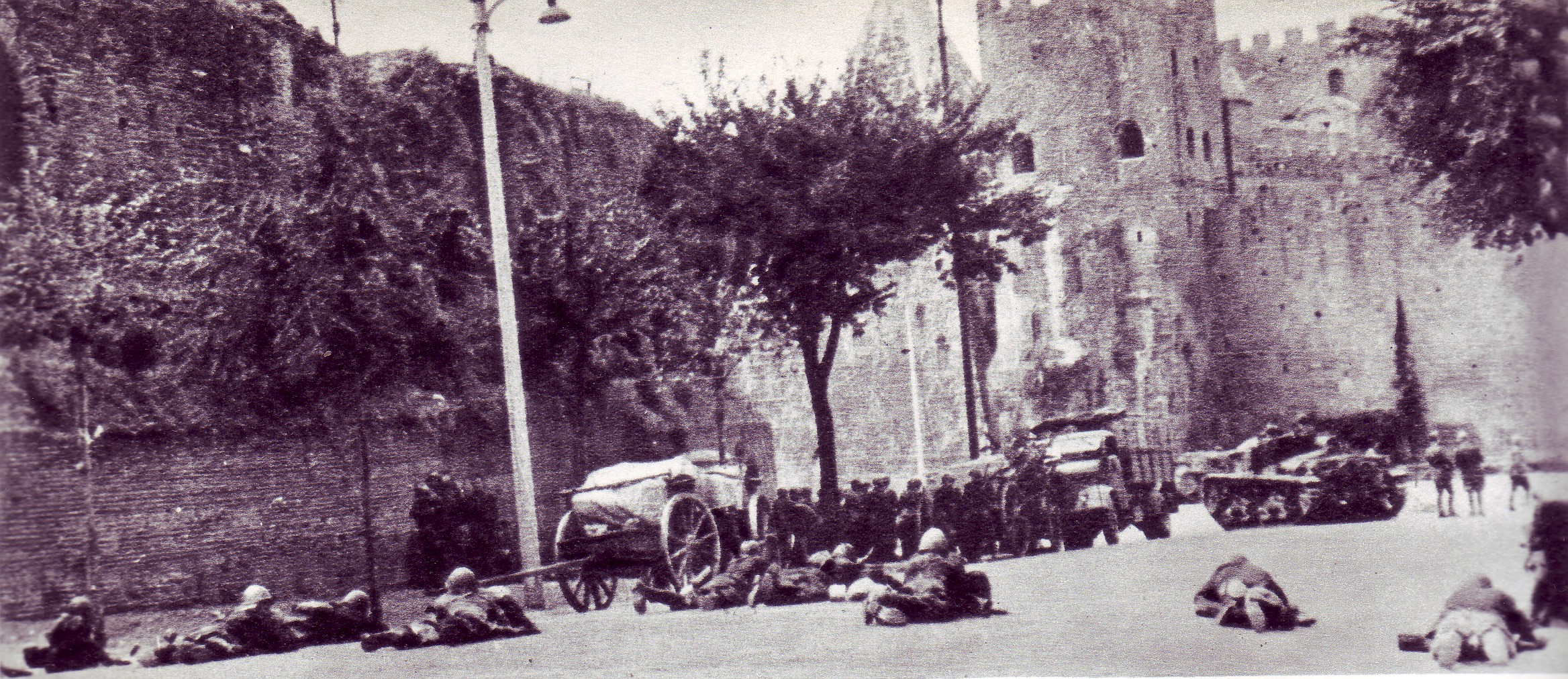
Les granatieri du général Gioacchino Solinas défendent Rome le 9 septembre 1943

Gioacchino Solinas est le commandant de la Division d'infanterie Granatieri di Sardegna protagoniste de la défense de Rome (8-10 septembre 1943) contre les Allemands qui, à la suite de l'armistice de Cassibile de septembre 1943, sont passés du statut d'alliés à celui d'ennemis.
Gioacchino Solinas par la suite adhère à la République sociale italienne, qui lui confie uniquement des charges administratives et qui sera finalement accusé de collaboration avec le Comité de libération nationale (CNL).
La guerre terminée, Gioacchino Solinas le 11 juillet 1945 est accusé d'avoir constitué un tribunal militaire spécial, condamné en tant que collaboration par la Cour d'assise extraordinaire de Milan à 20 ans pour avoir adhéré au RSI acceptant le commandement régional de la Lombardie.
« Da me non è stato mai ordinato nessun arresto, nessuna convocazione di Tribunale straordinario, nessun rastrellamento di partigiani. »
— Gioacchino Solinas, in L'Unione Sarda, 27 août 2005

« Je n'ai jamais ordonné une arrestation, convocation au Tribunal extraordinaire, une rafle de partisans. »
— in L'Unione Sarda, 27 août 2005
Les poursuites judiciaires se terminèrent par un acquittement quand la cour d'assises de Rome le mit hors cause.